# Občina Lenart
Občina Lenart (slovinsky Občina Lenart, německy Gemeinde Sankt Leonhard in den Windischen Büheln) je jednou z 212 občin ve Slovinsku. Nachází se v Podrávském regionu na území historického Dolního Štýrska. Občinu tvoří 22 sídel, její rozloha je 62,1 km² a k 1. lednu 2017 zde žilo 8 251 obyvatel. Správním střediskem občiny je město Lenart v Slovenskih goricah.

## Členění občiny
- Črmljenšak
- Dolge Njive
- Gradenšak
- Hrastovec v Slovenskih goricah
- Lenart v Slovenskih goricah
- Lormanje
- Močna
- Nadbišec
- Radehova
- Rogoznica
- Selce
- Spodnja Voličina
- Spodnje Partinje
- Spodnji Porčič
- Spodnji Žerjavci
- Straže
- Šetarova
- Vinička vas
- Zamarkova
- Zgornja Voličina
- Zavrh
- Zgornji Žerjavci